# Cento e noventa e três
O cento e noventa e três (193) é um número inteiro e primo. Ele é precedido pelo 192 e sucedido pelo 194.

## Propriedades
- É formado por uma centena, nove dezenas e três unidades;
- 193 é um número 32-gonal centrado
- 193 é um número feliz
- 193 é um número da sorte
- 193 é um número do ódio
- 193 é um inteiro sem fator quadrático
- 193 é a soma de dois números quadrados: 122 + 72 (ou 144 + 49)
- 193 é a diferença de 2 números quadrados: 972  - 962 (ou 9409 - 9216)
- 193 é número primo:
  - 193 é um número primo cubano
  - 193 é um número primo longo
  - 193 é um número primo de Pierpont[1]
  - 193 é um número primo de Pillai[2]
  - 193 é um número primo de Proth, pois é 3 × 26 + 1
  - 193 é número primo gémeo com o 191.
  - 193 é o único número primo p conhecido para o qual 2 não é raiz primitiva de {\displaystyle 4p^{2}+1}.[3]
- 193 pode ser escrito como a diferença entre o produto e a soma dos primeiros quatro primos
- 193 é um número gémeo
- 193/71 é a fração racional mais aproximada do número de Euler (e) usando numeradores e denominadores inteiros menores que 200 (com 99,99897% de aproximação)